# Schoenus evansianus
Schoenus evansianus är en halvgräsart som beskrevs av Karen Louise Wilson. Schoenus evansianus ingår i släktet axagssläktet, och familjen halvgräs. Inga underarter finns listade i Catalogue of Life.